# Терми Траяна

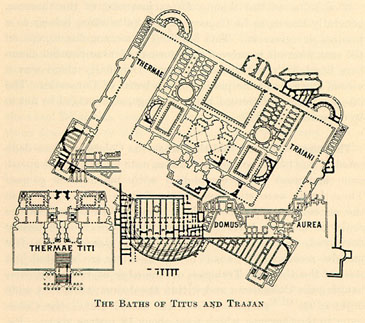
План

Терми Траяна — комплекс суспільних купалень в Стародавньому Римі.

## Історія
Будівництво терм почалося в 104 році і закінчилося в липні 109 року. Ухвалений імператором Траяном комплекс розташовувався біля південного схилу Оппійського пагорбу. Проєкт комплексу, можливо, належав Аполлодору з Дамаска.
Терми Траяна були побудовані на місці, де раніше розташовувався Золотий будинок Нерона. Вони є яскравим прикладом архітектури раннього імператорського Риму. Терми, що займали площу в 100 000 м², складалися з басейнів, в тому числі тепідарія, кальдарій, фригідарій, а також гімназіїв і аподітаріїв (роздягальні). Під термами розташовувалася система підземних проходів, які використовуються рабами та працівниками для обслуговування об'єкта. Після археологічних розкопок у 1997 році на території терм знайдені руїни будівель, схожих на бібліотеку. 
Терми Каракалли будувалися за моделлю терм Траяна.

## Див. Також
- Архітектура Стародавнього Риму
- Терми Діоклетіана
- Терми Каракалли